# Diócesis de Menorca
La diócesis de Menorca (en latín: Dioecesis Minoricensis y en catalán: Bisbat de Menorca) es una circunscripción eclesiástica de la Iglesia católica en España. Se trata de una diócesis latina, sufragánea de la archidiócesis de Valencia. Desde el 14 de febrero de 2023 su obispo es Gerardo Villalonga Hellín.

## Territorio y organización

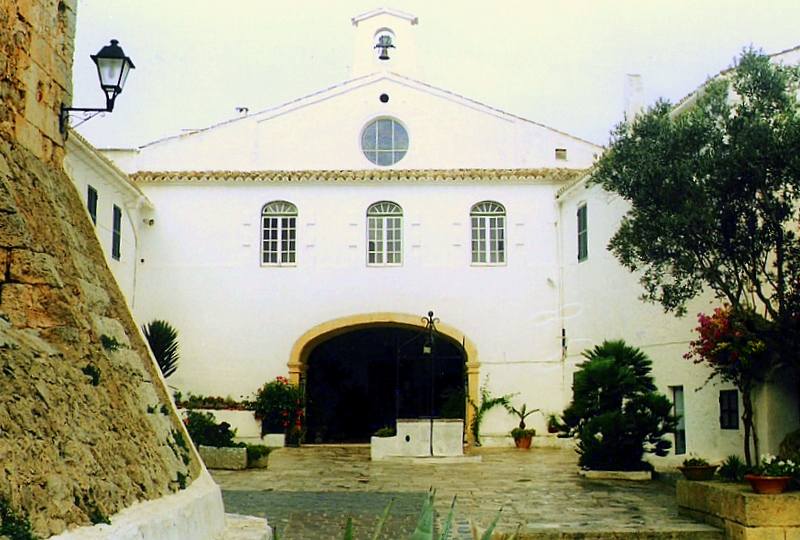
Santuario de la Virgen del Toro

La diócesis tiene 702 km² y extiende su jurisdicción sobre los fieles católicos de rito latino residentes en la comunidad autónoma de las Islas Baleares en la isla de Menorca.

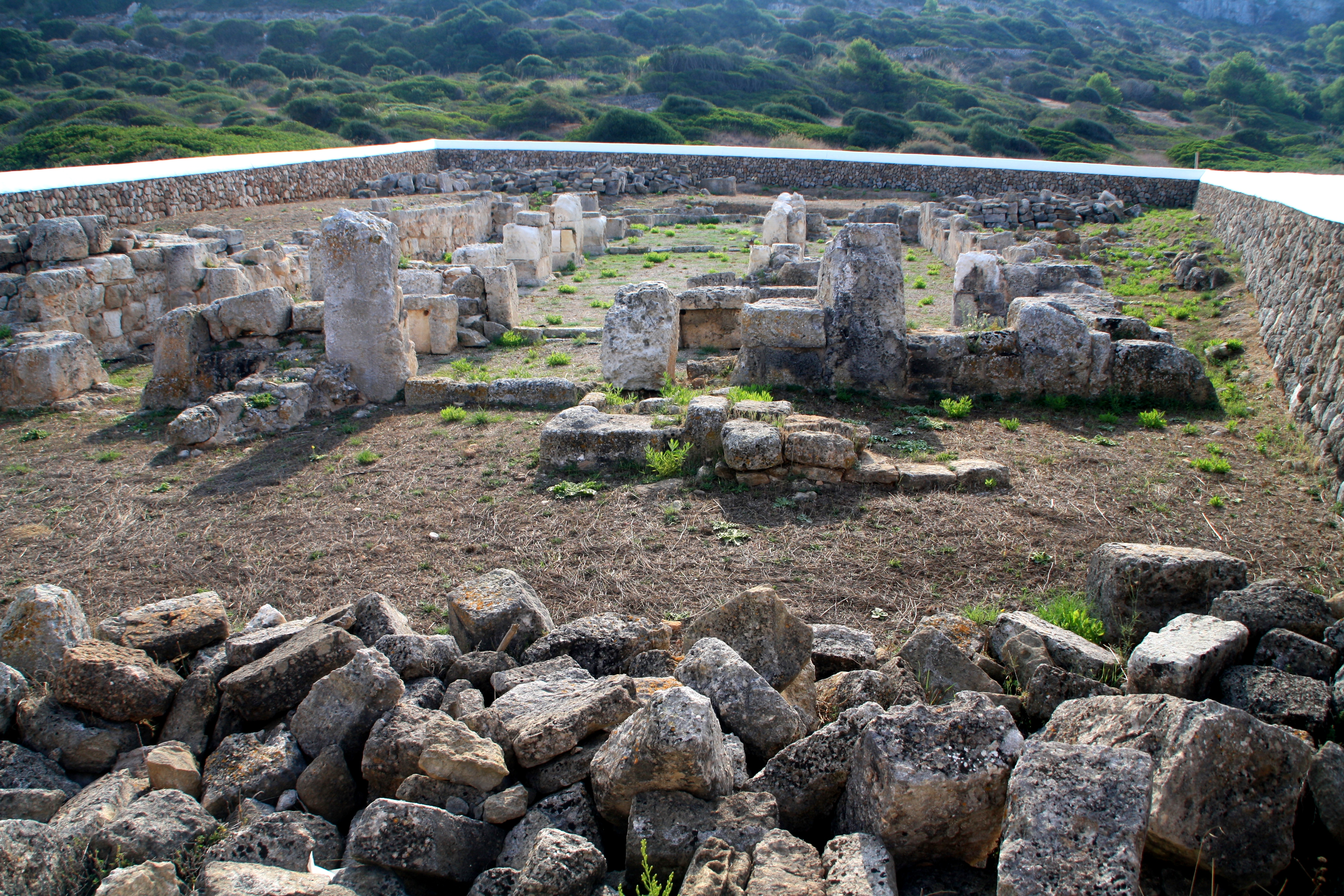
Restos de la basílica paleocristiana de Son Bou

La sede de la diócesis se encuentra en la ciudad de Ciudadela, en donde se halla la Catedral de Santa María.
En 2021 en la diócesis existían 18 parroquias agrupadas en 3 arciprestazgos: Ciudadela (con cuatro parroquias: la catedral, San Francisco de Asís, San Esteban y San Bartolomé de Ferrerías), el de Mahón (con siete parroquias: Santa Maria, el Carmen, San Francisco de Asís y la Immaculada Concepción de Mahón, el Rosario de Villacarlos, San Luis y San Clemente) y el Central (con cinco parroquias: Santa Eulalia de Alayor, San Martín de Mercadal, San Cristóbal y San Antonio de Fornells y San Juan dels Horts de Mercadal).

## Historia

### Periodo romano y Alta Edad Media
Se desconocen los orígenes del cristianismo en Menorca, y en general en todo el archipiélago balear. Ciertamente las islas ya tenían su propia organización eclesiástica en la segunda mitad del siglo V, como documenta la Notitia provinciarum et civitatum Africae, que contiene la lista de obispos convocados a Cartago por el rey vándalo Hunerico en 484. Entre los obispos de la provincia civil insule Sardiniae figura el obispo Macario de Minorica; sin embargo, no hay evidencia, como sostienen algunos historiadores, de que la diócesis dependiera de la provincia eclesiástica de la arquidiócesis de Cagliari.
Menorca reclama otro obispo, Severo, autor de una polémica carta de virtutibus ad Judaeorum convertim in Minoricensi insula y fechada en el 418, por tanto en época romana. Dirigió una carta encíclica a todas las iglesias dando a conocer la conversión de los judíos de Mago (Mahón) atribuida a la llegada a la isla de unas reliquias del protomártir san Esteban. De la lectura de este documento se desprende el vigor que ya entonces tenía el cristianismo en la isla. El obispo residía en Iamo, ciudad situada en la costa occidental y que correspondía a la actual Ciudadela. Consencio, a través de su correspondencia con san Agustín, permitió conocer su presencia temporal en la isla y de sus cartas se desprende que la Iglesia católica de Menorca estaba en relación con la península ibérica y también con el África proconsular. 
Por los escritos de Víctor Vitense se conoce a otro obispo de Menorca durante el siglo V, Macario, que en 484, junto con otros obispos, fue llamado a Cartago por el rey vándalo Unerico, donde sufrieron persecución y malos tratos por parte de los vándalos, que profesaban el arrianismo. Durante los siglos VI y VII Menorca formó parte del Imperio bizantino. Los descubrimientos arqueológicos lo ponen de relieve. En Menorca hay uno de los conjuntos más interesantes de restos arqueológicos paleocristianos de España, las principales basílicas excavadas son: 
- Basílica paleocristiana de Son Bou, descubierta en 1951: de tres naves con cabecera tripartita y una pila bautismal monolítica, cortada en forma de cruz lobulada, que posiblemente fue importada de oriente.
- Basílica des Fornàs de Torelló, descubierta en 1957: contiene un espléndido mosaico pavimental y restos de un pequeño baptisterio.
- Basílica paleocristiana de la isla del Rey, descubierta en el siglo XIX, pero que no fue reconocida como tal hasta el descubrimiento de la anterior, con la que tiene muchas semejanzas.
- Basílica de la cabecera del Puerto de Fornells (en Es Cap des Port), cerca de Fornells, que forma un amplio conjunto de edificaciones: conserva restos de una cripta en forma de cruz, indicio casi seguro de un culto martirial, aunque puede no tratarse de un mártir local, sino de la veneración de reliquias importadas. Este amplio complejo, que sufrió varias modificaciones, puede relacionarse con una larga presencia de comerciantes griegos.

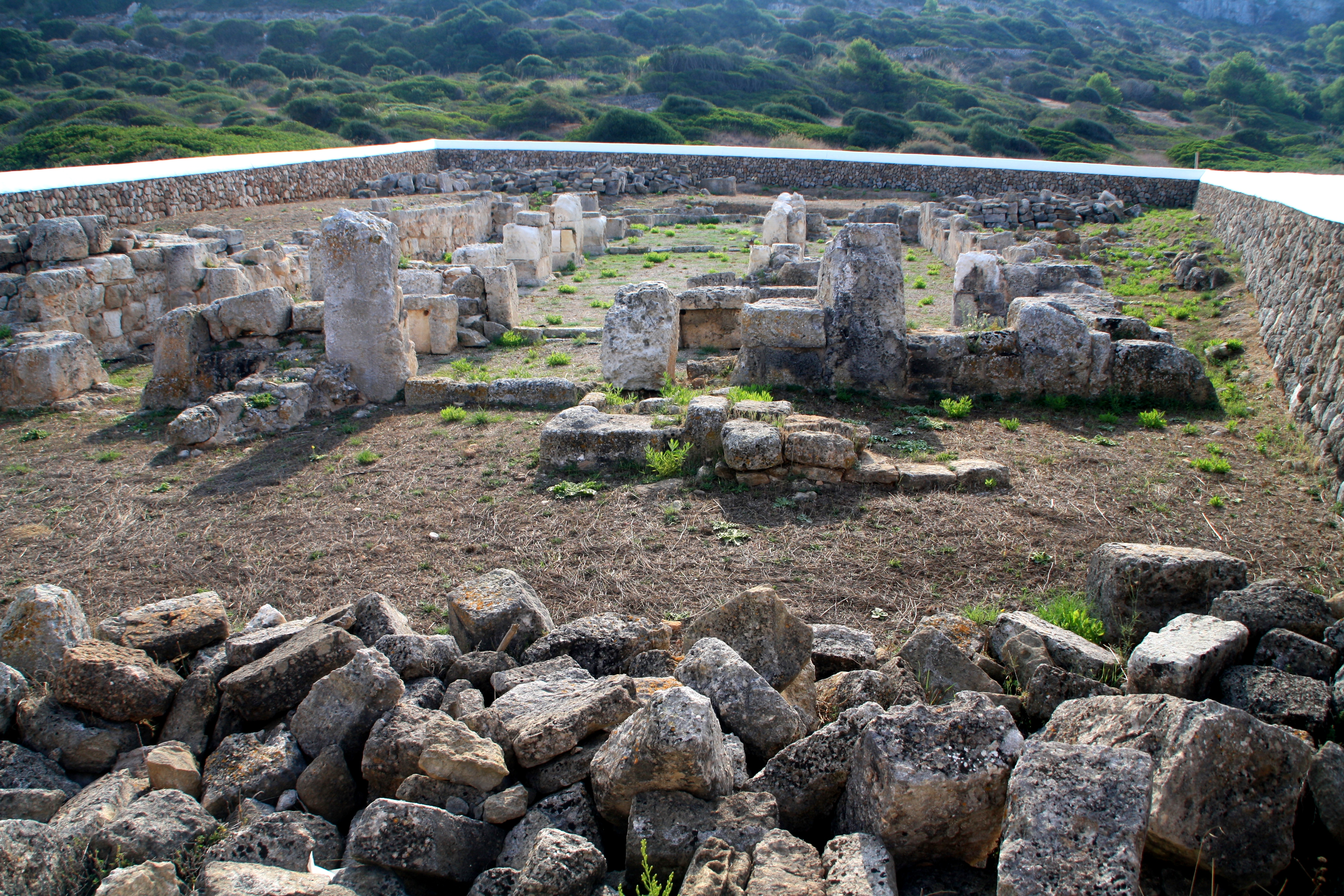
Restos de la basílica paleocristiana de Son Bou.

Desde el siglo VIII al X, Menorca quedó en una situación de abandono y bastante despoblada, debido a la invasión normanda y las primeras incursiones musulmanas. Menorca, junto con Mallorca, fue pretendida infructuosamente por el obispo de Gerona Servusdei (en 892 ante el papa Formoso y en 897 ante el papa Romano), lo que indicaría que en aquella época y luego tras la conquista musulmana, los católicos de la isla carecían de obispo. A principios del siglo X las Baleares fueron conquistadas ya de una manera efectiva por el califato de Córdoba y en el siglo XI formaron parte de la taifa de Denia. Hay constancia de que en 1058, había mozárabes en el archipiélago, ya que el rey taifa de Denia cedió el gobierno espiritual de los cristianos de las Baleares al obispo de Barcelona. Entre 1114 y 1115 una armada conjunta de pisanos y catalanes se apoderó por poco tiempo de estas islas. Poco después capturaron la isla los almorávides, los cuales fueron sustituidos por los almohades en 1203. Entonces, la presencia cristiana en Menorca se redujo a cautivos y comerciantes.
Con el comienzo del siglo VIII se inició un período de decadencia para las islas Baleares, que por su posición estratégica fueron disputadas por árabes, carolingios y normandos. Las continuas incursiones acabaron con las estructuras eclesiásticas, aunque probablemente sobrevivió una comunidad cristiana, como parece documentado por dos privilegios del papa Formoso (hacia 892) y del papa Romano (897), en los que se confiaban las islas del archipiélago a jurisdicción de los obispos de Gerona. Con el siglo X, sin embargo, se impone definitivamente la dominación musulmana y desde ese momento poco o nada se sabe de la comunidad cristiana de Menorca.
Un documento árabe de 1058, cuya autenticidad no es unánimemente cierta, da fe de la concesión al obispo de Barcelona Guislaberto de la jurisdicción espiritual sobre los cristianos de las islas Baleares. Este y otros documentos fueron utilizados por los obispos de Barcelona en un intento de que se reconociera la jurisdicción sobre las islas, jurisdicción que no se concedió cuando fueron liberadas de los árabes en el siglo XIII.

### Conquista aragonesa
En 1229 Menorca fue hecha tributaria por Jaime I. En 1287 la conquistó Alfonso III de Aragón y fue repoblada por gentes procedentes de Mallorca y de la Cataluña oriental. A partir de entonces se fue dotando a la isla de estructuras eclesiásticas. El monarca estableció la iglesia mayor de Ciudadela, otra iglesia en el castillo de Mahón y una capilla en la fortaleza de Santa Águeda. Se definieron los primeros distritos parroquiales: se mencionan en los documentos las parroquias rurales de Artruix, Alinzell, Fornells, Sitllata, Tricampos y Torxella. También se llaman los conventos de franciscanos, de mercedarios y de monjas clarisas, así como el santuario de la Virgen del Toro.
En el 1295, el papa Bonifacio VIII decidió que Menorca formase parte de la diócesis de Mallorca. En nombre del obispo mallorquín, regía a los fieles el paborde, rector de Ciudadela, de presentación real, el cual era auxiliado por un vicario general, nombrado por el obispo. En 1301 el rey Jaime II de Mallorca, mediante un documento llamado el Paritage, estructuró la isla en siete parroquias: Santa María de Ciudadela, San Juan de Artruix, San Bartolomé de Ferrerías, Santa Cruz de Lloriac, Santa Eulalia de Alayor, San Lorenzo de Binixems y Santa María de Mahón, junto con cuatro iglesias filiales.
Durante los cinco siglos en los que las islas de Mallorca y Menorca formaron una única diócesis, en muchos aspectos se manifestó un notable florecimiento. El clero era numeroso y no faltaron eclesiásticos de prestigio. Llegaron a existir nueve conventos y las cofradías y hermandades alcanzaron un gran desarrollo. El problema más acuciantes era el peligro de incursiones de potencias musulmanas, lo que se pondría de relieve con los asaltos berberiscos y turcos en Mahón en 1535 y en Ciudadela en 1558. Durante el siglo XVIII se produjeron cinco cambios de dominio (a los británicos, a los franceses, a los españoles, a los británicos de nuevo y definitivamente a los españoles). Bajo la dominación inglesa, algunas iglesias pasaron al culto anglicano, y hasta se estableció una logia masónica en Mahón.

### Edad Contemporánea
La diócesis fue restablecida el 23 de julio de 1795 con la bula Ineffabilis Dei del papa Pío VI y se hizo sufragánea de la archidiócesis de Valencia. El primer obispo fue Antonio Vila y Camps. Le sucedió el obispo Pedro Antonio Juano (1802-1814), el cual se esforzó en la formación del clero y en la creación de nuevas parroquias y vicarías. 
El siglo XIX estuvo marcado por constantes enfrentamientos políticos y luchas civiles que influyeron notablemente en la vida de la Iglesia. La exclaustración de los frailes perjudicó la religiosidad del pueblo. El obispo Díaz Merino (1832-1884) murió desterrado en Marsella, mientras en Menorca permaneció confinado durante nueve años el arzobispo de Santiago de Compostela. 
El obispo Mateu Jaume, en 1858, fundó el seminario diocesano. En tiempos del obispo Manuel Mercader (1876-1890) se hicieron grandes esfuerzos para detener el proceso de pérdida de influencia de la religión católica, fundando escuelas religiosas e incrementando la labor asistencial de la Iglesia. En 1899 se construyó en Ciudadela el colegio Salesiano. 
Juan Torres y Ribas es el obispo que rigió durante más tiempo la diócesis de Menorca (1902-1939). En los inicios de la guerra civil española treinta y ocho sacerdotes, regulares o diocesanos, resultaron asesinados y fueron destruidos varios templos. Sin embargo, el obispo Torres Ribas, ciego y enfermo, fue respetado, muriendo en el Hospital Municipal de Ciudadela el 20 de enero de 1939. Tras el fin de la guerra, se reconstruyeron los templos, se reorganizó Acción Católica y se produjo un renacimiento litúrgico, similar al de otras diócesis españolas. Juan Huguet y Cardona (1913-1936), junto con Ángel de Ferrerías (1905-1936) son mártires de la guerra civil proclamados beatos.
El 6 de noviembre de 1961, con la carta apostólica Quo graviora, el papa Juan XXIII proclamó a la Santísima Virgen María de Monte Toro ya san Antonio Abad como patronos principales de la diócesis.

## Estadísticas
Según el Anuario Pontificio 2022 la diócesis tenía a fines de 2021 un total de 84 074 fieles bautizados.
| Año                                                                             | Población            | Población | Población      | Sacerdotes | Sacerdotes    | Sacerdotes    | Bautizados por sacerdote | Diáconos permanentes | Religiosos | Religiosos | Parroquias |
| Año                                                                             | Bautizados católicos | Total     | % de católicos | Total      | Clero secular | Clero regular | Bautizados por sacerdote | Diáconos permanentes | Varones    | Mujeres    | Parroquias |
| ------------------------------------------------------------------------------- | -------------------- | --------- | -------------- | ---------- | ------------- | ------------- | ------------------------ | -------------------- | ---------- | ---------- | ---------- |
| 1950                                                                            | 45 600               | 46 130    | 98.9           | 54         | 49            | 5             | 844                      |                      | 20         | 205        | 14         |
| 1970                                                                            | 47 422               | 47 782    | 99.2           | 64         | 57            | 7             | 740                      |                      | 19         | 155        | 18         |
| 1980                                                                            | 55 690               | 56 125    | 99.2           | 60         | 55            | 5             | 928                      |                      | 14         | 122        | 20         |
| 1990                                                                            | 67 100               | 69 119    | 97.1           | 53         | 48            | 5             | 1266                     |                      | 16         | 99         | 19         |
| 1999                                                                            | 69 800               | 71 131    | 98.1           | 53         | 47            | 6             | 1316                     |                      | 13         | 93         | 19         |
| 2000                                                                            | 69 400               | 70 713    | 98.1           | 52         | 47            | 5             | 1334                     |                      | 13         | 85         | 19         |
| 2001                                                                            | 70 096               | 70 778    | 99.0           | 50         | 45            | 5             | 1401                     |                      | 13         | 77         | 19         |
| 2002                                                                            | 69 721               | 71 231    | 97.9           | 49         | 42            | 7             | 1422                     |                      | 15         | 81         | 19         |
| 2003                                                                            | 76 590               | 78 796    | 97.2           | 47         | 42            | 5             | 1629                     |                      | 10         | 80         | 19         |
| 2004                                                                            | 76 000               | 81 288    | 93.5           | 47         | 42            | 5             | 1617                     |                      | 10         | 78         | 19         |
| 2013                                                                            | 80 500               | 88 400    | 91.1           | 37         | 32            | 5             | 2175                     |                      | 10         | 46         | 19         |
| 2016                                                                            | 77 800               | 92 348    | 84.2           | 34         | 30            | 4             | 2288                     | 3                    | 9          | 49         | 19         |
| 2019                                                                            | 77 360               | 91 920    | 84.2           | 33         | 28            | 5             | 2344                     | 8                    | 15         | 56         | 19         |
| 2021                                                                            | 84 074               | 95 641    | 87.9           | 30         | 26            | 4             | 2802                     | 4                    | 9          | 40         | 18         |
| Fuente: Catholic-Hierarchy, que a su vez toma los datos del Anuario Pontificio. |                      |           |                |            |               |               |                          |                      |            |            |            |

Según cifras oficiales, en el curso 2018-2019 se formaron cinco seminaristas en el Seminario Mayor diocesano.